# Diego González (hiszpański piłkarz)
Diego González Polanco (ur. 28 stycznia 1995 w Chiclana de la Frontera) – hiszpański piłkarz występujący na pozycji obrońcy w hiszpańskim klubie Albacete.